# 이나바 마사토모
이나바 마사토모(稲葉正知, 조쿄 2년 (1685년) ~ 교호 14년 5월 29일 (1729년 6월 25일))는 에도 시대 중기의 다이묘이다. 시모사 사쿠라번 제2대 번주, 야마시로 요도번 초대 번주를 지냈다. 이나바 종가 마사나리계 (正成系稲葉家宗家) 제5대 당주이다.

## 생애
사쿠라번 초대 번주인 이나바 마사미치의 차남이다. 정실은 오가사와라 타다타카의 딸이고, 계실은 이마무라씨의 딸이다. 자녀는 이나바 마사사다 (장남), 이나바 마사토 (3남), 이나바 마사후사 (4남), 딸(아리마 타카스미의 정실) 등이 있다. 관위는 종5위하, 종4위하, 미노노카미, 탄고노카미, 나가토노카미이다.
조쿄 2년 (1685년), 교토에서 태어났다. 아명은 우에몬(宇右衛門), 맏형이 요절했기 때문에 후계자가 되어, 호에이 4년 (1707년) 8월 21일에 사쿠라번주가 되었다. 이때, 처남 이나바 마사스케 (작은아버지, 아버지의 양자가 되어있었다)에게 3천석을 분봉해주었다. 사쿠라번의 번정에서는 교통로의 정비 등에 진력했다.
교호 8년 (1723년) 5월 1일자로, 야마시로 요도번으로 이봉되었다. 교호 14년 (1729년) 5월 29일, 45세의 나이로 사망하였고, 그 뒤를 3남 마사토가 이었다. 법호는 만쇼인(萬祥院), 묘소는 도쿄도 분쿄구 센다기의 요겐지이다.
| 전임 이나바 마사미치 | 제2대 사쿠라번 번주 (이나바 가문) 1707년 ~ 1723년 | 후임 마쓰다이라 노리사토 |

| 전임 마쓰다이라 노리사토 | 제1대 요도번 번주 (이나바 가문) 1723년 ~ 1729년 | 후임 이나바 마사토 |